# Hein van Gastel
Hendricus ('Hein') van Gastel (Breda, 8 april 1938), is een Nederlands oud-voetballer.

## Biografie
Hein van Gastel groeide op in een Bredase volksbuurt waar veel van zijn buurt-, parochie- en lagere schoolgenoten later voetballers werden die het 1e elftal van NAC haalden: de broers Herman, Karel en Frans Bouwmeester, Frans Bouwmeester jr., Daan Schrijvers en Joop Korebrits. 
Hein van Gastel was 9 jaar toen hij in 1947 bij de Bredase voetbalclub NAC in het 9e elftal begon. In de daaropvolgende jaren promoveerde hij via het 6e en het 3e elftal in seizoen 1956/1957 als 18-jarige naar het 1e elftal. Samen met de toen 16-jarige Frans Bouwmeester bemande Van Gastel de linkervleugel op het veld, door hun leeftijd destijds de jongste vleugel van de Nederlandse eredivisie (en de 'kleinste vleugel': beide spelers waren nogal klein van stuk). Het was een succesvolle combinatie, die een flink aantal doelpunten maakte of bewerkstelligde. Van Gastel heeft bij NAC tot 1964/1965 ononderbroken in de eredivisie gevoetbald, zowel als linksbuiten als linksbinnen, als middenvelder en als rechtsbuiten en rechtsbinnen. In de 248 competitiewedstrijden maakte Heintje van Gastel, om zijn snelheid en flitsende spel ook wel de Bredase Gento genoemd, 40 doelpunten. Inclusief de vriendschappelijke ontmoetingen speelde Van Gastel ruim 300 wedstrijden. De meest gedenkwaardige wedstrijd voor hem is die tegen ADO in het begin van de jaren 60 waarin hij alle drie de doelpunten maakte voor zijn club.
Na zijn periode bij NAC heeft hij ook nog enkele seizoenen gespeeld bij de Tilburgse club NOAD en D.F.C., goed voor 80 wedstrijden. 
Hein van Gastel stopte met voetbal toen hij 30 jaar was. Sinds 2006 draagt een voetbalkooi, gelegen in de oude binnenstad van Breda dicht bij de straat waar hij werd geboren, zijn naam: Hein van Gastelveld.
In het dagelijks leven was Hein van Gastel 50 jaar lang herenkapper, waarvan vele jaren in zijn eigen salon in de Bredase Oranjeboomstraat.

## Carrièrestatistieken
| Seizoen         | Club            | Land            | Competitie       | Competitie | Competitie | Beker | Beker | Internationaal | Internationaal | Overig | Overig | Totaal | Totaal |
| Seizoen         | Club            | Land            | Competitie       | Wed.       | Dlp.       | Wed.  | Dlp.  | Wed.           | Dlp.           | Wed.   | Dlp.   | Wed.   | Dlp.   |
| --------------- | --------------- | --------------- | ---------------- | ---------- | ---------- | ----- | ----- | -------------- | -------------- | ------ | ------ | ------ | ------ |
| 1956/57         | NAC             | Nederland       | Eredivisie       | –          | –          | –     | 0     | 0              | 0              | 0      | 0      | –      | –      |
| 1957/58         | NAC             | Nederland       | Eredivisie       | –          | –          | –     | 0     | 0              | 0              | 0      | 0      | –      | –      |
| 1958/59         | NAC             | Nederland       | Eredivisie       | –          | –          | –     | 0     | 0              | 0              | 0      | 0      | –      | –      |
| 1959/60         | NAC             | Nederland       | Eredivisie       | –          | –          | –     | 0     | 0              | 0              | 0      | 0      | –      | –      |
| 1960/61         | NAC             | Nederland       | Eredivisie       | –          | –          | –     | 0     | 0              | 0              | 0      | 0      | –      | –      |
| 1961/62         | NAC             | Nederland       | Eredivisie       | –          | –          | –     | 0     | 0              | 0              | 0      | 0      | –      | –      |
| 1962/63         | NAC             | Nederland       | Eredivisie       | –          | –          | –     | 0     | 0              | 0              | 0      | 0      | –      | –      |
| 1963/64         | NAC             | Nederland       | Eredivisie       | –          | –          | –     | 0     | 0              | 0              | 0      | 0      | –      | –      |
| 1964/65         | NAC             | Nederland       | Eredivisie       | –          | –          | –     | 0     | 0              | 0              | 0      | 0      | –      | –      |
| 1965/66         | NOAD            | Nederland       | Tweede divisie B | –          | –          | –     | 0     | 0              | 0              | 0      | 0      | –      | –      |
| 1966/67         | D.F.C.          | Nederland       | Eerste divisie   | –          | –          | –     | 0     | 0              | 0              | 0      | 0      | –      | –      |
| Carrière totaal | Carrière totaal | Carrière totaal | Carrière totaal  | –          | –          | –     | 0     | 0              | 0              | 0      | 0      | –      | –      |

## Over Hein van Gastel
- Gedenkboek N.A.C 1912-2002. Breda, 2002
- Rinie Maas, Gouwe gaste, goei volluk, hfdst. 36: "Hein van Gastel, raspaardje van Rath Verlegh", p. 110-111, Zundert 2002
- Rinie Maas, "Idolen en iconen: het NAC boek", hfdst. 35: Hein van Gastel, p. 121-125, Rotterdam, 2016